# Краљ жаба
„Краљ жаба; или Гвоздени Хенри“ је немачка бајка коју су прикупили браћа Грим и објавили 1812. године у Гримовим бајкама. Традиционално, то је прва прича у њиховој збирци бајки. Прича је класификована као ATU (Aarne–Thompson–Uther) Index тип 440.

## Порекло

### Издања
Прича је најпознатија кроз приказ браће Грим, који су је објавили у свом издању Гримове бајке из 1812. године, као причу бр.1. Старија, моралистичка верзија уврштена је у руком писан Оленбергов рукопис браће Грим из 1810. године. Џек Зипес приметио је 2016. године да су браћа Грим веома ценила ову причу, сматрајући је једном од „најстаријих и најлепших у регионима који говоре немачки“.

## Варијанте
Бајка је ATU (Aarne–Thompson–Uther) Index тип 440. Остале народне бајке сличне Жабљем краљу су:
1. „Краљ жаба“. Први превод горње приче на енглески језик. Едгар Тејлор, преводилац, не само да је променио наслов, већ је на значајан и занимљив начин изменио крај.[11]
2. „Чудесна жаба“ (В. Хенри Џонс и Луис Л. Кропф, Мађарска).[12]
3. „Прича о краљици која је попила пиће из извесног извора“ (Ј.Ф. Кемпбел, Шкотска).
4. „Бунар на крају света“ (Шкотска).
5. „Падо“ (Роберт Чемберс, Шкотска).
6. „Девица и жаба“ Џејмс Оркард Халивел-Филипс, Енглеска).
7. „Ода и змија“, Лудвиг Бехштајн, Немачка) - варијанта где змија замењује жабу.[13]
8. „Љубазна пасторка и жаба“ (В. Хенри Џонс и Луис Л. Кропф, Енглеска).
9. „Принц жаба“ (Х. Паркер, Шри Ланка).
10. „Жаба за мужа“ (Вилијам Елиот Грифис, Кореја).
11. „Жаба младожења“ (Зонг Ин-Соб, Кореја).

Слична врста бајке је ATU 402, „Животињска невеста“. У овим причама женка животиња (миш, мачка или жаба) помаже принцу у три задатка и након што се уда за њега, поприма људски облик. У Puddocky (стари назив за жабу), другој немачкој народној причи, а исто тако у "Tsarevna Lyagushka" (Принцеза жаба), руској народној причи, мушке и женске улоге су обрнуте. Принц Иван Царевић открива зачарану женску жабу која постаје Василиса Мудра, чаробница.
Могућа паралела у антици може се наћи у причи о Амимони, која је била једна од Данаида. Отишла је по воду са бокалом, због сезоне суше коју су изазвали богови. Сатир је покушао да јој се наметне, али бог Посејдон ју је спасио. Претпоставља се да су удварач водоземац и згодни принц у почетку можда били одвојени ликови.
У летонској причи, Мали бели пас, девојчица има задатак да донесе воду из бунара, а да не покваси канту. Појављује се мали бели пас и обећава да ће јој помоћи ако га прихвати као свог младожењу.

## Културно наслеђе
- Аделаид Вете је своју драму из 1896. заснивала на „Принцу жаба“, иако ју је назвала „Краљ жаба“.
- Жаба (1908), у режији Сегунда де Шомона, прва је филмска адаптација филма „Жабљи краљ“.[16]
- Маргарет Швајкерт је своју оперету за децу „Краљ жаба“ из 1913. године засновала на бајци браће Грим „Жабљи принц“.
- Песма Стивија Смита "Принц жаба" (1966) сугерише на размишљања принца док чека разочарање.[17]
- Принц жаба је филм из 1971. године у којем су глумили жабац Кермит, Труди Јанг и Гордон Томсон.
- Ен Секстон написала је адаптацију као песму названу „Жабљи принц“ у својој збирци Трансформације (1971), књизи у којој поново предвиђа шеснаест Гримових бајки.[18]
- Збирка кратких прича Робина МекКинлија The Door in the Hedge садржи верзију приче под насловом "Принцеза и жаба".
- "Прича о принцу жаба" прва је прича коју је 1982. године представило Позориште бајки Шели Дувал саРобином Вилијамсом као духовитим жабљим принцем и Тери Гар као сујетном принцезом.
- Принц жаба је филм из 1986, у којем су глумили Џон Парагон и Ејлин Квин.
- „Жабац принц“ била је једна од бајки приказаних у анимираној серији Бајке браће Грим у првој сезони, као трећа и четврта епизода (1987).
- „Краља жаба“ су одиграли Аким и Куниберт у епизоди Brummkreisel из 1988. године.[19]
- Графички роман Линде Медли Castle Waiting из 1996. године садржи лик по имену Гвоздени Хенри или Гвоздени Хајнрих, који око срца има 3 гвоздене траке како би спречио лом срца који је претрпео када му је син умро од страшне клетве.
- У другој епизоди Авантуре из књиге врлина (1996), Платон Бизон и Ени покушавају да убеде свог пријатеља Зака да свом оцу каже истину тако што ће му испричати три приче, укључујући једну о „Жабљем принцу“. У овој верзији насловни лик је трансформисан у жабу због лагања вештице и кршења обећања. Њему је дао глас Џеф Бенет док је принцези дала глас Пејџ О'Хара.
- Принцеза шармантна је филмска адаптација бајке из 2001. године, у главним улогама су Мартин Шорт, Кристина Еплгејт и Шон Мекгвајер. Принц је проклет да остане жаба све док девојка не прекине његову чаролију, пружајући му екстремну дуговечност и омогућавајући модерну поставку филма.
- У Шреку 2, Фионин отац Краљ Харолд је тајно жабљи краљ. Међутим, за разлику од бајке у којој га принцеза упознаје као жабу, а њени поступци га чине човеком, он постаје човек договором са вилинском кумом.
- Музичка верзија Краља жаба, коју су написали Дитер Стегман и Алекандар С. Берменџ, представљена је у амфитеатру Park Schloss Philippsruhe у Ханау, Немачка, у оквиру Фестивала браће Грим 2005. године.[тражи се извор]

- Камерна опера за децу заснована на Краљу жаба, коју је написао Јакоб А. Гринберг за Brown Opera Productions и Providence Athenaeum, изведена је 2008.[20]
- Прича је прилагођена за немачку телевизију као једна од епизода бајковите серије „Шест у једном даху“, у сезони 2008. године.
- Принцеза и жаба, Дизнијев анимирани филм из 2009. године, грубо је заснован на роману Принцеза жаба Е.Д. Бејкера из 2002. године. Сама прича о краљу жаба се неколико пута помиње у филму, читана је принцези Тијани као детету и надахнула је размаженог принца Навена (који је трансформисан у жабу) да предложи Тијани да га пољуби како би прекинула чаролију. Међутим, пољубац не успева, већ претвара и њу у жабу.
- Серија игара са скривеним објектима (hidden object game series) Dark Parables користила је причу као основу за свој други део (The Exiled Prince).
- Роберт Кувер написао је „преобликовану“ верзију приче за The New Yorker 2014.[21]
- Одељење за развој сценарија за дечије позориште у Синсинатију адаптирало је једночинку мјузикла „Принцеза и жаба“ 2020. Сценски мјузикл је адаптиран из целовечерњег мјузикла „Croaker“ који су написали Џејсон Маркс и Дебра Клинтон.
- Енглески алтернативни рок састав Keane објавио је песму под називом "Краљ жаба" у оквиру свог првог албума у УК "Под гвозденим морем" из 2004. године.